# Mario de Luna
Mario Humberto De Luna Saucedo est un footballeur mexicain né le 5 janvier 1988 à Aguascalientes. Il évolue au poste de défenseur avec les Chivas de Guadalajara.

## Biographie
Mario de Luna a atteint la finale de la Copa Libertadores 2010 avec le club des Chivas de Guadalajara.

## Palmarès
- Finaliste de la Copa Libertadores 2010 avec les Chivas de Guadalajara